# На іншій стороні (фільм, 2016)
«На іншій стороні» (хорв. S one strane) — хорватсько-сербський драматичний фільм, знятий Зрінком Огреста. Світова прем'єра стрічки відбулась 14 лютого 2016 року на Берлінському міжнародному кінофестивалі. Фільм розповідає про медсестру Весну, яка отримує дзвінок від колишнього чоловіка, котрий залишив її 20 років тому, щоб воювати в Боснії.
Фільм був висунутий Хорватією на премію «Оскар» за найкращий фільм іноземною мовою.

## У ролях
- Ксенія Маринкович — Весна
- Лазар Ристовський — Жарко
- Тіана Лазович — Ядранка
- Роберт Будак — Володимир

## Визнання
| Нагороди та номінації фільму «На іншій стороні» | Нагороди та номінації фільму «На іншій стороні» | Нагороди та номінації фільму «На іншій стороні» | Нагороди та номінації фільму «На іншій стороні» | Нагороди та номінації фільму «На іншій стороні» | Нагороди та номінації фільму «На іншій стороні» |
| Рік                                             | Кінопремія / Кінофестиваль                      | Категорія / Нагорода                            | Номінант                                        | Результат                                       |                                                 |
| ----------------------------------------------- | ----------------------------------------------- | ----------------------------------------------- | ----------------------------------------------- | ----------------------------------------------- | ----------------------------------------------- |
| 2016                                            | Берлінський міжнародний кінофестиваль           | Label Europa Cinemas                            | «На іншій стороні»                              | Спеціальна згадка                               |                                                 |
| 2016                                            | Пульський кінофестиваль                         | Найкращий хорватський фільм                     | «На іншій стороні»                              | Перемога                                        |                                                 |